# Sergueï Bodrov (réalisateur)
Pour les articles homonymes, voir Sergueï Bodrov et Bodrov.
Sergueï Bodrov (en russe : Сергей Бодров) est un réalisateur de cinéma soviétique puis russe, également producteur et scénariste. Son fils, l'acteur mort en 2002, est également prénommé Sergueï.

## Biographie
Sergueï Vladimirovitch Bodrov (en russe : Сергей Владимирович Бодров) est né le 28 juin 1948 à Khabarovsk (Russie). Il intègre l'Institut fédéral d'État du Cinéma en 1971 et y apprend le métier de scénariste. Il devient alors correspondant spécial et écrit en parallèle plusieurs scénarios. Ayant débuté comme metteur en scène en 1984, il connaît une renommée internationale grâce à son film Le Prisonnier du Caucase (Кавказский пленник) en 1996, récompensé du prix Nika en 1999 et nommé aux Oscars et aux Golden Globes en 1997 (à chaque fois dans la catégorie « meilleur film étranger »).
Sergueï Bodrov a mis en scène ou participé à la réalisation de films à grand spectacle tels que Mongol (Монгол. Часть первая, 2007), également nommé aux Oscars, Chiza (2004, titre original), Le Nomade (2004), Le Baiser de l'ours (2002), The Quickie (2001), Crinière au Vent (2000) ou encore Est-Ouest (1999).
La grand-mère de Bodrov était de l'ethnie bouriate, ce qui a influencé sa décision de filmer le film Mongol, les Bouriates étant aussi représentés dans le film.
En 2020, il produit le film Kalachnikov réalisé par Konstantin Bousslov dans le cadre du centenaire de Mikhaïl Kalachnikov.
Il est le père de l'acteur Sergueï Bodrov Jr, qui a été tué dans une avalanche lors d'un tournage en septembre 2002.

## Filmographie
Sauf indication contraire, les informations mentionnées dans cette section peuvent être confirmées par les bases de données cinématographiques IMDb et Allociné,  présentes dans la section « Liens externes ».

### Réalisateur et scénariste
- 1984 : Le Jus de l’herbe a le goût du miel (Сладкий сок внутри травы)
- 1985 : Les Amateurs (Непрофессионалы)
- 1986 : Je te hais (ru) (Я тебя ненавижу)
- 1989 : Les Joueurs de cartes (Катала)
- 1989 : La liberté, c'est le paradis (СЭР), d'après son livre Liberté=Paradis (éditions Actes Sud, 1991)
- 1992 : Roi blanc, dame rouge (Белый король, красная королева)
- 1992 : Je voulais voir des anges (Я хотела увидеть ангелов)
- 1996 : Le Prisonnier du Caucase (Кавказский пленник)
- 2001 : The Quickie
- 2002 : Le Baiser de l'ours (Медвежий поцелуй)
- 2005 : Nomad (Кочевник)
- 2007 : Mongol (Монгол. Часть первая)
- 2009 : Crinière au vent, une âme indomptable (Running free)
- 2010 : La Fille du yakuza (Дочь Якудзы) - coréalisé avec Goulchad Omarova
- 2013 : Le Septième Fils (The Seventh Son)

Prochainement
- Samson et Dalila (Самсон и Далида)
- Mongol 2 (Монгол 2)

### Scénariste
- 1981 : La Bien-aimée du mécanicien Gavrilov (Любимая женщина механика Гаврилова) de Piotr Todorovski
- 1984 : Otchen vajnaïa persona (ru) (Очень важная персона) d'Evgueni Guerassimov (ru)
- 1985 : Ne vous mariez pas, les filles ! (ru) (Не ходите, девки, замуж) d'Evgueni Guerassimov (ru)
- 1986 : Ma maison sur les collines vertes (Мой дом на зеленых холмах) d'Assia Souleïeva
- 1988 : Na pomochtch, brattsy! (На помощь, братцы!) d'Ivan Vasilev
- 1988 : Le Français (ru) (Француз) de Galina Yourkova-Danelia
- 1989 : Et tout l'amour (И вся любовь) d'Anatoli Vassiliev
- 1990 : Nach tchelovek v San-Remo (Наш человек в Сан-Ремо) d'Aleksandr Iefremov (ru)
- 1994 : Somebody to Love d'Alexandre Rockwell
- 1999 : Est-Ouest (Восток-Запад) de Régis Wargnier
- 2001 : Les Sœurs (Сестры) de Sergueï Bodrov Jr
- 2004 : Shizo (Шиzа) de Goulchad Omarova
- 2008 : Baksy (Баксы) de Goulchad Omarova
- 2010 : La Fille du yakuza (Дочь Якудзы) de lui-même et Goulchad Omarova
- 2020 : Kalachnikov (Калашников) de Konstantin Bouslov

Prochainement
- 2021 : Land of Legends (Сердце Пармы) d'Anton Meguerditchev

### Producteur
- 1996 : Le Prisonnier du Caucase (Кавказский пленник) de lui-même
- 2001 : The Quickie de lui-même
- 2002 : Le Baiser de l'ours (Медвежий поцелуй) de lui-même
- 2004 : Shizo (Шиzа) de Goulchad Omarova
- 2007 : Mongol (Монгол. Часть первая) de lui-même
- 2008 : Baksy (Баксы) de Goulchad Omarova
- 2009 : Crépuscules multicolores (ru) (Пёстрые сумерки) de Lioudmila Gourtchenko
- 2010 : La Fille du yakuza (Дочь Якудзы) de lui-même et Goulchad Omarova
- 2020 : Kalachnikov (Калашников) de Konstantin Bouslov

### Acteur
- 1960 : Premier Rendez-vous (ru) (Первое свидание) d'Iskra Babitch (ru)
- 1981 : La Bien-aimée du mécanicien Gavrilov (Любимая женщина механика Гаврилова) de Piotr Todorovski : Un matelot
- 1986 : Le Pigeon sauvage (Чужая Белая и Рябой) de Sergueï Soloviov
- 2008 : Morphine (Морфий) d'Alekseï Balabanov
- 2015 : Knight of Cups de Terrence Malick : Sergueï